# Resolution 799 des UN-Sicherheitsrates
Die Resolution 799 des Sicherheitsrats der Vereinten Nationen, die am 18. Dezember 1992 einstimmig verabschiedet wurde, bekräftigte die Resolutionen 607 (1988), 608 (1990), 636 (1989), 641 (1989), 681 (1990), 694 (1991) und 726 (1992) und nahm Kenntnis von der Deportation Hunderter Palästinenser durch Israel in den besetzten Gebieten am 17. Dezember 1992. Der Sicherheitsrat verurteilte diese Deportationen als Verstoß gegen die Vierte Genfer Konvention, die den Schutz von Zivilpersonen in Kriegszeiten regelt.
Die Resolution missbilligte diese Maßnahme und bekräftigte, dass Israel keine weiteren Palästinenser deportieren und die sichere sowie sofortige Rückkehr der Deportierten gewährleisten solle.